# Llista d'entitats de població del comtat de San Bernardino

Localització del Comtat de San Bernardino a Califòrnia

El Comtat de San Bernardino és un comtat californià que té 126 entitats de població. El comtat és el més gran dels Estats Units per àrea si s'exclouen els boroughs i àrees censals d'Alaska. És el dotzè comtat més gran per població dels Estats Units i el cinquè comtat més gran per població de Califòrnia.

## Cens del 2010
| Població segons el cens dels Estats Units del 2010 | Població segons el cens dels Estats Units del 2010 | Població segons el cens dels Estats Units del 2010 | Població segons el cens dels Estats Units del 2010 | Població segons el cens dels Estats Units del 2010 | Població segons el cens dels Estats Units del 2010 | Població segons el cens dels Estats Units del 2010 | Població segons el cens dels Estats Units del 2010 | Població segons el cens dels Estats Units del 2010 | Població segons el cens dels Estats Units del 2010 |
| -------------------------------------------------- | -------------------------------------------------- | -------------------------------------------------- | -------------------------------------------------- | -------------------------------------------------- | -------------------------------------------------- | -------------------------------------------------- | -------------------------------------------------- | -------------------------------------------------- | -------------------------------------------------- |
| El comtat                                          | Població total                                     | Blancs                                             | Afroamericans                                      | Amerindis                                          | Asiàtics                                           | Illencs del Pacífic                                | Altres races                                       | Dues o més races                                   | Hispans o llatinoamericans (de qualsevol raça)     |
| Comtat de San Bernardino                           | 2.035.210                                          | 1.153.161                                          | 181.862                                            | 22.689                                             | 128.603                                            | 6.870                                              | 439.661                                            | 102.364                                            | 1.001.145                                          |
| Municipis incorporats                              | Població total                                     | Blancs                                             | Afroamericans                                      | Amerindis                                          | Asiàtics                                           | Illencs del Pacífic                                | Altres races                                       | Dues o més races                                   | Hispànics o llatinoamericans (de qualsevol raça)   |
| Adelanto                                           | 31.765                                             | 13.909                                             | 6.511                                              | 411                                                | 617                                                | 194                                                | 8.337                                              | 1.786                                              | 18.513                                             |
| Apple Valley                                       | 69.135                                             | 47.762                                             | 6.321                                              | 779                                                | 2.020                                              | 294                                                | 8.345                                              | 3.614                                              | 20.156                                             |
| Barstow                                            | 22.639                                             | 11.840                                             | 3.313                                              | 477                                                | 723                                                | 278                                                | 4.242                                              | 1.766                                              | 9.700                                              |
| Big Bear Lake                                      | 5.019                                              | 4.204                                              | 22                                                 | 48                                                 | 78                                                 | 10                                                 | 491                                                | 166                                                | 1.076                                              |
| Chino                                              | 77.983                                             | 43.981                                             | 4.829                                              | 786                                                | 8.159                                              | 168                                                | 16.503                                             | 3.557                                              | 41.993                                             |
| Chino Hills                                        | 74.799                                             | 38.035                                             | 3.415                                              | 379                                                | 22.676                                             | 115                                                | 6.520                                              | 3.659                                              | 21.802                                             |
| Colton                                             | 52.154                                             | 22.613                                             | 5.055                                              | 661                                                | 2.590                                              | 176                                                | 18.413                                             | 2.646                                              | 37.039                                             |
| Fontana                                            | 196.069                                            | 92.978                                             | 19.574                                             | 1.957                                              | 12.948                                             | 547                                                | 58.449                                             | 9.616                                              | 130.957                                            |
| Grand Terrace                                      | 12.040                                             | 7.912                                              | 673                                                | 120                                                | 778                                                | 32                                                 | 1.898                                              | 627                                                | 4.708                                              |
| Hesperia                                           | 90.173                                             | 55.129                                             | 5.226                                              | 1.118                                              | 1.884                                              | 270                                                | 22.115                                             | 4.431                                              | 44.091                                             |
| Highland                                           | 53.104                                             | 27.836                                             | 5.887                                              | 542                                                | 3.954                                              | 168                                                | 11.826                                             | 2.891                                              | 25.556                                             |
| Loma Linda                                         | 23.261                                             | 11.122                                             | 2.032                                              | 97                                                 | 6.589                                              | 154                                                | 2.022                                              | 1.245                                              | 5.171                                              |
| Montclair                                          | 36.664                                             | 19.337                                             | 1.908                                              | 434                                                | 3.425                                              | 74                                                 | 9.882                                              | 1.604                                              | 25.744                                             |
| Needles                                            | 4.844                                              | 3.669                                              | 95                                                 | 399                                                | 35                                                 | 9                                                  | 323                                                | 314                                                | 1.083                                              |
| Ontario                                            | 163.924                                            | 83.683                                             | 10.561                                             | 1.686                                              | 8.453                                              | 514                                                | 51.373                                             | 7.654                                              | 113.085                                            |
| Rancho Cucamonga                                   | 165.269                                            | 102.401                                            | 15.246                                             | 1.134                                              | 17.208                                             | 443                                                | 19.878                                             | 8.959                                              | 57.688                                             |
| Redlands                                           | 68.747                                             | 47.452                                             | 3.564                                              | 625                                                | 5.216                                              | 235                                                | 8.266                                              | 3.389                                              | 20.810                                             |
| Rialto                                             | 99.171                                             | 43.592                                             | 16.236                                             | 1.062                                              | 2.258                                              | 361                                                | 30.993                                             | 4.669                                              | 67.038                                             |
| San Bernardino                                     | 209.924                                            | 95.734                                             | 31.582                                             | 2.822                                              | 8.454                                              | 839                                                | 59.827                                             | 10.666                                             | 125.994                                            |
| Twentynine Palms                                   | 25.048                                             | 17.938                                             | 2.063                                              | 329                                                | 979                                                | 345                                                | 1.678                                              | 1.716                                              | 5.212                                              |
| Upland                                             | 73.732                                             | 48.364                                             | 5.400                                              | 522                                                | 6.217                                              | 159                                                | 9.509                                              | 3.561                                              | 28.035                                             |
| Victorville                                        | 115.903                                            | 56.258                                             | 19.483                                             | 1.665                                              | 4.641                                              | 489                                                | 26.036                                             | 7.331                                              | 55.359                                             |
| Yucaipa                                            | 51.367                                             | 40.824                                             | 837                                                | 485                                                | 1.431                                              | 74                                                 | 5.589                                              | 2.127                                              | 13.943                                             |
| Yucca Valley                                       | 20.700                                             | 17.280                                             | 666                                                | 232                                                | 469                                                | 44                                                 | 1.185                                              | 824                                                | 3.679                                              |
| Concentracions de població designades pel cens     | Població total                                     | Blancs                                             | Afroamericans                                      | Amerindis                                          | Asiàtics                                           | Illencs pacífics                                   | Altres races                                       | Dos o més races                                    | Hispànics o llatinoamericans (de qualsevol raça)   |
| Baker                                              | 735                                                | 302                                                | 1                                                  | 5                                                  | 10                                                 | 14                                                 | 380                                                | 23                                                 | 502                                                |
| Big Bear City                                      | 12.304                                             | 10.252                                             | 83                                                 | 202                                                | 103                                                | 31                                                 | 1.089                                              | 544                                                | 2.323                                              |
| Big River                                          | 1.327                                              | 1.137                                              | 14                                                 | 50                                                 | 2                                                  | 0                                                  | 54                                                 | 70                                                 | 160                                                |
| Bloomington                                        | 23.851                                             | 12.988                                             | 649                                                | 309                                                | 330                                                | 47                                                 | 8.600                                              | 928                                                | 19.326                                             |
| Bluewater                                          | 172                                                | 156                                                | 2                                                  | 1                                                  | 0                                                  | 1                                                  | 9                                                  | 3                                                  | 11                                                 |
| Crestline                                          | 10.770                                             | 9.289                                              | 107                                                | 135                                                | 96                                                 | 20                                                 | 526                                                | 597                                                | 1.775                                              |
| Fort Irwin                                         | 8.845                                              | 5.481                                              | 1.086                                              | 103                                                | 402                                                | 120                                                | 916                                                | 737                                                | 2.261                                              |
| Homestead Valley                                   | 3.032                                              | 2.594                                              | 34                                                 | 58                                                 | 30                                                 | 9                                                  | 196                                                | 111                                                | 517                                                |
| Joshua Tree                                        | 7.414                                              | 6.176                                              | 234                                                | 84                                                 | 104                                                | 18                                                 | 368                                                | 430                                                | 1.308                                              |
| Lake Arrowhead                                     | 12.424                                             | 10.729                                             | 95                                                 | 93                                                 | 152                                                | 33                                                 | 847                                                | 475                                                | 2.709                                              |
| Lenwood                                            | 3.543                                              | 2.133                                              | 219                                                | 94                                                 | 37                                                 | 25                                                 | 813                                                | 222                                                | 1.675                                              |
| Lucerne Valley                                     | 5.811                                              | 4.507                                              | 170                                                | 106                                                | 90                                                 | 0                                                  | 676                                                | 262                                                | 1.447                                              |
| Lytle Creek                                        | 701                                                | 606                                                | 6                                                  | 7                                                  | 23                                                 | 0                                                  | 25                                                 | 34                                                 | 98                                                 |
| Mentone                                            | 8.720                                              | 6.114                                              | 438                                                | 122                                                | 352                                                | 32                                                 | 1.234                                              | 428                                                | 3.085                                              |
| Morongo Valley                                     | 3.552                                              | 3.076                                              | 40                                                 | 73                                                 | 31                                                 | 4                                                  | 187                                                | 141                                                | 531                                                |
| Mountain View Acres                                | 3.130                                              | 1.748                                              | 215                                                | 48                                                 | 98                                                 | 17                                                 | 861                                                | 143                                                | 1.647                                              |
| Muscoy                                             | 10.644                                             | 4.459                                              | 454                                                | 125                                                | 101                                                | 16                                                 | 4.992                                              | 497                                                | 8.824                                              |
| Oak Glen                                           | 638                                                | 545                                                | 50                                                 | 13                                                 | 2                                                  | 1                                                  | 14                                                 | 13                                                 | 123                                                |
| Oak Hills                                          | 8.879                                              | 6.796                                              | 266                                                | 100                                                | 226                                                | 28                                                 | 1.166                                              | 297                                                | 2.719                                              |
| Phelan                                             | 14.304                                             | 10.807                                             | 276                                                | 139                                                | 446                                                | 20                                                 | 1.993                                              | 623                                                | 4.128                                              |
| Piñon Hills                                        | 7.272                                              | 5.966                                              | 58                                                 | 65                                                 | 189                                                | 4                                                  | 659                                                | 331                                                | 1.738                                              |
| Running Springs                                    | 4.862                                              | 4.325                                              | 23                                                 | 47                                                 | 50                                                 | 6                                                  | 146                                                | 265                                                | 695                                                |
| San Antonio Heights                                | 3.371                                              | 2.765                                              | 67                                                 | 24                                                 | 284                                                | 15                                                 | 115                                                | 101                                                | 612                                                |
| Searles Valley                                     | 1.739                                              | 1.405                                              | 69                                                 | 56                                                 | 16                                                 | 6                                                  | 83                                                 | 104                                                | 293                                                |
| Silver Lakes                                       | 5.623                                              | 4.566                                              | 315                                                | 39                                                 | 198                                                | 15                                                 | 270                                                | 220                                                | 907                                                |
| Spring Valley Lake                                 | 8.220                                              | 6.450                                              | 403                                                | 55                                                 | 381                                                | 23                                                 | 481                                                | 427                                                | 1.528                                              |
| Wrightwood                                         | 4.525                                              | 4.126                                              | 38                                                 | 28                                                 | 51                                                 | 7                                                  | 112                                                | 163                                                | 538                                                |
| Àrees no incorporades                              | Població total                                     | Blancs                                             | Afroamericans                                      | Amerindis                                          | Asiàtics                                           | Illencs pacífics                                   | Altres races                                       | Dos o més races                                    | Hispànics o llatinoamericans (de qualsevol raça)   |
| La resta del comtat                                | 115.368                                            | 69.810                                             | 5.951                                              | 1.738                                              | 2.997                                              | 366                                                | 29.149                                             | 5,357                                              | 61,233                                             |

## Ingrés econòmic anual
L'ingrés econòmic per persona anual de mediana varia molt entre diferents ciutats californianes. Les ciutats del voltant de Los Angeles tenen un ingrés econòmic considerablement més gran que les altres ciutats del Comtat de San Bernardino.
| Localitat        | Ingrés econòmic de mediana |
| ---------------- | -------------------------- |
| Chino Hills      | 103.706 $                  |
| Rancho Cucamonga | 75.429 $                   |
| Chino            | 70.994 $                   |
| Grand Terrace    | 69.806 $                   |
| Upland           | 64.894 $                   |
| Redlands         | 63.463 $                   |
| Fontana          | 60.722 $                   |
| Ontario          | 56.688 $                   |
| Highland         | 53.917 $                   |
| Montclair        | 52.768 $                   |
| Victorville      | 50.531 $                   |
| Yucaipa          | 50.529 $                   |
| Loma Linda       | 49.211 $                   |
| Apple Valley     | 46.751 $                   |
| Colton           | 45.911 $                   |
| Rialto           | 45.759 $                   |
| Barstow          | 44.737 $                   |
| Big Bear Lake    | 43.983 $                   |
| Hesperia         | 43.018 $                   |
| Adelanto         | 41.444 $                   |
| Yucca Valley     | 38.092 $                   |
| San Bernardino   | 36.676 $                   |
| Twentynine Palms | 36.471 $                   |
| Needles          | 35.338 $                   |